# Storchenschul

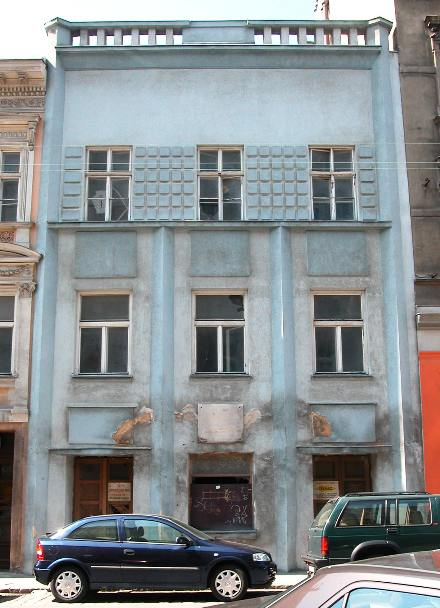
Die ehemalige „Storchenschul“ in der Storchengasse 21

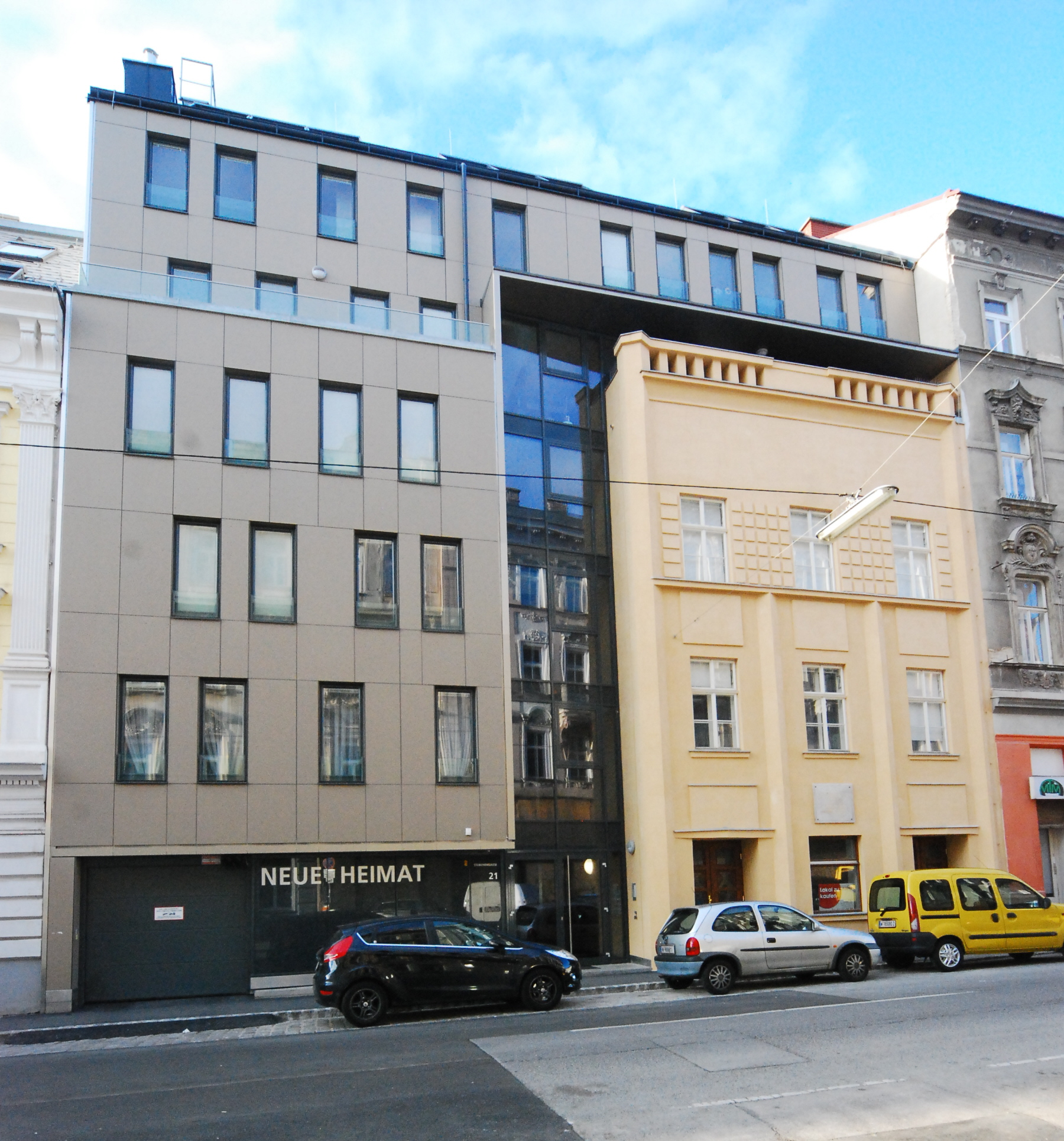
Die „umarmte“ Storchenschul

Die Storchenschul (auch Storchentempel genannt) ist eine ehemalige Synagoge im 15. Wiener Gemeindebezirk. Sie wurde ursprünglich unter anderem als Schule genutzt und erst 1930 in eine Synagoge umgebaut. 1938 wurde die Synagoge verwüstet.

## Geschichte
Der israelitische Tempelverein Emunath Awoth (Glaube der Väter) erwarb um 1873 in der Storchengasse 21 ein zweistöckiges Wohnhaus, in dem eine Knabenlehranstalt, eine Talmud-Tora-Schule sowie ein Jugend-, Frauen- und Unterstützungsverein untergebracht wurden. Nach der Eingemeindung der Vorortgemeinden in Wien wurde der Tempelverein Emunath Awoth, der schon vor 1873 als Israelitische Kultusgemeinde anerkannt worden war, aufgrund des Israelitengesetzes von 1890 der Israelitischen Kultusgemeinde Wien eingegliedert.
Wegen der schweren wirtschaftlichen Situation, in der sich Österreich in der Zwischenkriegszeit befand, war es der Israelitischen Kultusgemeinde Wien nicht mehr möglich, frei stehende Synagogen zu errichten und so wurde 1930 das Vereinshaus durch den Architekten Ignaz Reiser in eine Synagoge umgebaut und war neben der Synagoge Turnergasse die zweite im heutigen 15. Wiener Gemeindebezirk. Während der Novemberpogrome 1938 wurde die Synagoge zwar gestürmt und verwüstet, aber nicht in Brand gesteckt, da man vermutlich so wie beim Stadttempel Angst vor einem Übergreifen der Flammen auf die benachbarten Wohnhäuser hatte. Vom Giebel wurden der Davidstern und die Gesetzestafeln entfernt.
Die Nationalsozialisten führten das Grundstück der Storchenschul per 29. Jänner 1939 in die IKG Wien über. 1942 wurde das Grundstück auf Grundlage des Gesetzes „über den Einsatz des jüdischen Vermögens“ an die Berliner „Gesellschaft zur Förderung des Zimmererhandwerks“ verkauft. Per 29. Mai 1943 ging das Grundstück an die „Holzbaugesellschaft des Deutschen Zimmererhandwerks mit beschränkter Haftung“. Nach Kriegsende und Inkrafttreten der Rückstellungsgesetze beantragte die IKG 1947 die Rückstellung der Storchenschul. Das Grundstück wurde daraufhin unter Zwangsverwaltung gestellt und die IKG erhielt 1952 in einer „Teilerkenntnis“ das Eigentum zugesprochen.
Von 1955 bis 1974 war die Storchenschul die Heimat des Haschomer Hazair, einer zionistischen Jugendorganisation. Zahlreiche Personen aus der jüdischen Gemeinde Wiens wie Doron Rabinovici verbrachten hier prägende Jugendjahre.
Am 7. April 1992 wurde das Grundstück an eine Immobilienverwertungsgesellschaft verkauft. Diese veräußerte die Liegenschaft 1993 wiederum an eine Bauträger- und Vermögensverwaltungsgesellschaft. Seit einer Zwangsversteigerung am 27. März 2003 befindet sich die ehemalige Storchenschul im Eigentum der gemeinnützigen „Wohnungs- und Siedlungsgesellschaft“. Das Gebäude war noch 2008 dem Verfall preisgegeben. Die denkmalgeschützte Fassade wurde inzwischen renoviert und das Gebäude umgebaut. Im Rahmen des Projekts Herklotzgasse 21 nimmt die Geschichte des Bethauses einen besonderen Stellenwert ein.

## Gebäude

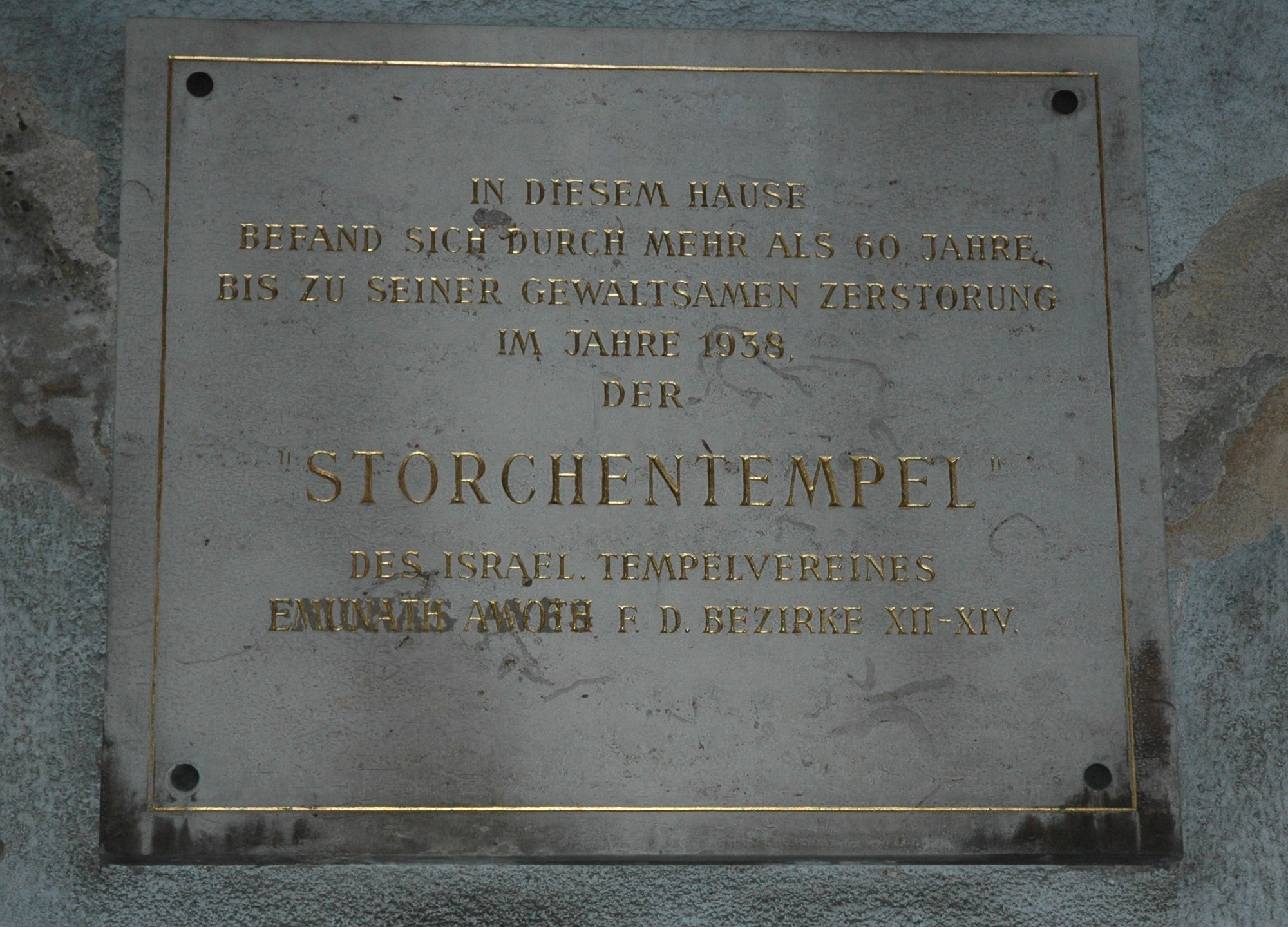
Die Gedenktafel

Da von der ursprünglichen Synagoge keine Fotos erhalten sind, kann das Aussehen nur noch bruchstückhaft rekonstruiert werden. Dominiert wurde die Außenfassade von der senkrechten Linienführung der schmalen Längs- bzw. Schlitzfenstern. Oben wurde die Fassade durch ein flächenmäßiges Element waagrecht abgeschlossen. Hier, an der Gebäudeoberkante, war das Haus durch die Gesetzestafeln und zwei flankierende Davidsterne geschmückt. Dieser Schmuck bildete auch den einzigen Hinweis auf die Nutzung des Gebäudes.
Seit 2010 präsentiert sich das Haus, das seit 1938 nur noch profanen Zwecken diente, in einen Neubau integriert. Die Fassade wurde einer gründlichen Renovierung unterzogen. Eine Gedenktafel erinnert an die ursprüngliche Rolle des Bauwerks im jüdischen Leben.